# Austen Chamberlain
Sir Joseph Austen Chamberlain (Birmingham, 16 ottobre 1863 – Londra, 16 marzo 1937) è stato un politico britannico, figlio di Joseph Chamberlain e fratellastro maggiore del futuro primo ministro del Regno Unito Neville Chamberlain. Ricoprì per due volte la carica di Cancelliere dello Scacchiere e negoziò il patto di Locarno.
Erede politico del padre, entrò in Parlamento come liberale unionista nel 1892. Ricoprì vari uffici tra il 1895 e il 1903, anno in cui fu nominato Cancelliere dello Scacchiere del governo Balfour. In seguito al ritiro dalla vita politica del padre nel 1906 a causa di un ictus, divenne il principale sostenitore della riforma tariffaria voluta dal padre stesso. Nel 1911 ritirò la sua candidatura per la leadership del Partito Conservatore insieme a Walter Long in favore di Bonar Law, al fine di evitare una scissione del partito stesso.
Tornò nel gabinetto nel 1916 con il governo Asquit in qualità di Segretario d'India. In seguito al fallimento della campagna di Mesopotamia e alla prima guerra di Kut, rassegnò le sue dimissioni. Nel 1921 divenne leader del Partito Conservatore e della Camera dei comuni, ma si dimise dopo un solo anno da ambo gli uffici dopo la rivolta del suo stesso partito contro la coalizione liberale-conservatrice, creata dal premier David Lloyd George e sostenuta da Chamberlain.
Come molti altri sostenitori della coalizione, non fece parte dei successivi governi tory, finché non entrò nel gabinetto del secondo governo Baldwin (1925-1929) come Segretario per gli affari esteri. Durante il suo mandato negoziò il patto di Locarno, firmato nel 1925, il cui fine era quello di evitare un conflitto tra la Francia e la Germania: per la sua azione diplomatica, Chamberlain ottenne il premio Nobel per la pace nel 1925.
Nel 1931 fu infine nominato Primo lord dell'Ammiragliato, carica che mantenne per meno di un anno. Fu tra i pochi parlamentari a sostenere gli appelli di Winston Churchill al riarmo contro la minaccia tedesca negli anni trenta. Continuò a partecipare alla scena politica britannica fino alla morte nel 1937.

## Biografia

### La gioventù e l'educazione

#### La nascita e i primi anni

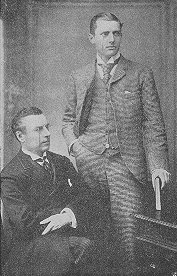
Austen Chamberlain con il padre Joseph, 1892.
Austen somigliava molto al padre.

Joseph Austen Chamberlain nacque a Birmingham, secondo figlio di Joseph Chamberlain e Harriet Kenrick. Il padre era un industriale e politico, successivamente sindaco di Birmingham e, a cavallo tra il XIX e il XX secolo, tra i più influenti liberali e conservatori. La madre morì per complicazioni insorte dopo il parto: questo accadimento colpì a tal punto il padre che per circa 25 anni questi si tenne distante dal figlio. Ecco cosa scrive a questo proposito Austen Chamberlain in uno dei suoi scritti più tardivi: 
Il piccolo Austen fu inizialmente affidato alle cure della zia materna, prima che il padre si risposasse nel 1868 con Florence Kenrick, cugina della prima moglie. La zia di Austen scomparve nel 1875, e così il giovane strinse un rapporto quasi materno con altre figure femminili imparentate con lui, soprattutto sua sorella Beatrice. Comunque anche con Neville, suo fratellastro, Austen strinse presto un forte e profondo legame.

#### L'educazione
L'educazione di Austen Chamberlain iniziò alla scuola preparatoria di Brighton, per poi passare alla prestigiosa Rugby School. Finiti gli studi superiori studiò al celebre Trinity College, il più grande tra i college dell'Università di Cambridge. Chamberlain fece i primi passi per la sua futura carriera politica partecipando ad un incontro, nel 1884, tenutosi proprio all'università; apparve chiaro come il padre, fin dalla giovinezza, volesse indirizzare il figlio verso il suo stesso ruolo sociale.
Sempre per avviarlo alla carriera politica Austen fu mandato in Francia, dove studiò alla Sciences Po; durante il suo soggiorno nella capitale francese il ragazzo coltivò una fortissima ammirazione per i francesi e la loro cultura. Per nove mesi, Austen conobbe la grandezza della Francia sotto la Terza Repubblica, conoscendo e stringendo rapporti con personaggi del calibro di Clemenceau, Ribot, Gambetta e Ferry.
Dopo Parigi Austen si trasferì a Berlino, dove trascorse un anno, per poter studiare e comprendere la cultura politica dell'altra grande potenza europea del tempo, la Germania. Nonostante dalla corrispondenza epistolare con Beatrice e Neville si evinca che il giovane preferisse la Francia, anche per lo stile di vita, Chamberlain decise di imparare il tedesco e di utilizzare al meglio il tempo a sua disposizione per assorbire più esperienza possibile dalla capitale dell'Impero. Tra i tanti politici incontrati durante quel periodo Austen fece la conoscenza del "Cancelliere di Ferro", Otto von Bismarck, esperienza che lasciò un segno profondo nel cuore dell'inglese per tutta la sua vita.
Durante gli studi all'Università di Berlino, Austen sviluppò una forte forma di diffidenza verso il deciso nazionalismo che stava prendendo piede in quegli anni nell'Impero tedesco. Questo sentimento fu causato in lui soprattutto dalle lezioni tenute da Heinrich von Treitschke, storico antisemita, che mostrò al ragazzo "un nuovo lato dei tedeschi, un intollerante, poco aperto ed orgoglioso sciovinismo prussiano": le conseguenze di questa esperienza si vedranno solo in seguito, durante la Grande Guerra e le crisi degli anni trenta. Nonostante il dispiacere di lasciare gli amici conosciuti a Berlino e il dover ritornare alla limitante e a volte spiacevole vita nella casa di famiglia, Austen tornò nel Regno Unito nel 1888, spinto dalla prospettiva di poter essere presto eletto in Parlamento.

### La carriera politica

#### L'elezione in Parlamento

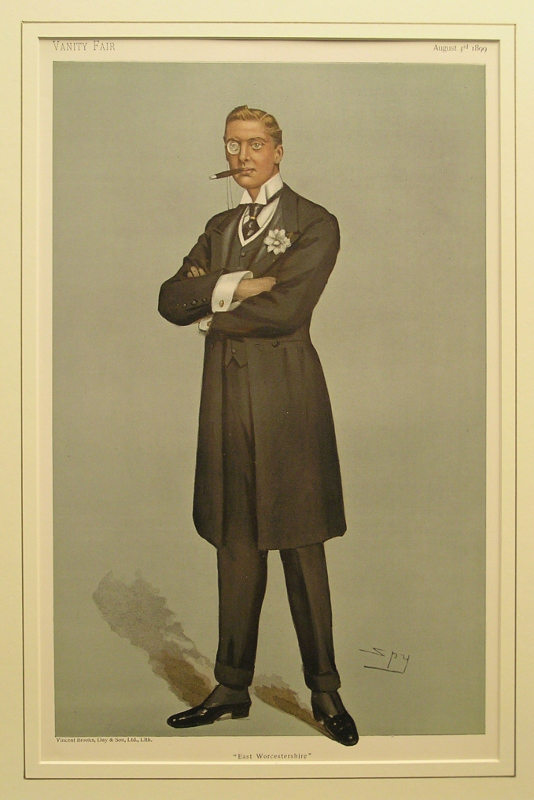
Caricatura di Chamberlain realizzata da Spy per Vanity Fair, 1899.

Austen entrò in Parlamento tra le file del partito del padre, leader liberale unionista, nel 1892, come rappresentante dell'East Worcestershire. A causa della dissoluzione del Parlamento e delle elezioni generali del 1892, dovette rinviare il suo discorso inaugurale, che tenne nell'aprile 1893: l'allora primo ministro William Ewart Gladstone lo descrisse come "uno dei più bei discorsi mai pronunciati".
Nel 1895 fu nominato Lord civile dell'Ammiragliato, carica che mantenne per cinque anni, al termine dei quali divenne Segretario finanziario per il Tesoro fino al 1902. Nello stesso anno il nuovo primo ministro Arthur Balfour lo elesse Direttore generale delle poste, ufficio entrato a far parte del gabinetto, e membro del Consiglio privato di sua maestà l'11 agosto.
Austen Chamberlain fu elevato a Cancelliere dello Scacchiere nel 1903, in un periodo in cui il padre e Balfour avevano idee diverse sul protezionismo dell'Impero britannico: il primo propugnava la riforma tariffaria, che prevedeva la preferenza dei beni prodotti all'interno dell'Impero e l'applicazione di tariffe sulle esportazioni estere, con il fine di uguagliare le potenze economiche emergenti di Stati Uniti e Impero tedesco; il secondo aveva invece una posizione più neutrale rispetto al protezionismo. L'elezione di Chamberlain fu vista come compromesso tra le due fazioni, ma ciò non impedì al padre di annunciare le sue dimissioni dal gabinetto pochi giorni prima della nomina. Insieme a lui, si dimisero anche Charles Thomson Ritchie, George Francis Hamilton e soprattutto il duca di Devonshire, cofondatore del Partito Unionista Liberale. La rapida sequenza di dimissioni causò un grave indebolimento del governo, ragion per cui Balfour stesso si dimise nel dicembre 1905, sperando che il Partito Liberale non riuscisse a formare un governo (accadde tuttavia il contrario). Chamberlain si ritrovò dunque tra i pochi liberali unionisti sopravvissuti nella Camera dei comuni.
Nel luglio 1906 il padre Joseph ebbe un ictus seguito da un repentino decadimento della salute e fu quindi costretto a rinunciare alla vita politica. Austen fu così il prosecutore della campagna economica protezionistica degli unionisti e contendente della guida del Partito Unionista Liberale.

#### La contesa della leadership del Partito Conservatore
Dopo il fallimento del Partito Conservatore e Unionista alle elezioni del gennaio e del dicembre 1910, vinte ambedue dal Partito Liberale, Balfour lasciò le redini del suo partito nel novembre 1911. Nonostante facesse ancora ufficialmente parte del Partito Liberale Unionista, Chamberlain fu da subito visto tra i favoriti alla successione.
I candidati erano Bonar Law, Walter Long, Edward Carson e lo stesso Chamberlain.
Data la considerazione di cui godevano all'interno del partito, sembrava che la leadership fosse contesa solamente tra Chamberlain e Long. Quest'ultimo risultò, dopo un sondaggio condotto tra i membri del Parlamento, il favorito, seppur di un piccolo margine, nonostante Balfour avesse immaginato come erede del partito il primo.
In seguito a un breve periodo di campagne politiche, Chamberlain ritirò la sua candidatura per il bene del partito, tuttora diviso. Riuscì anche a persuadere Long a fare lo stesso in favore di Law. A questo punto, Law fu eletto all'unanimità come leader-compromesso.
La decisione di Chamberlain gli precluse la guida del Partito Conservatore e, possibilmente, la carica di primo ministro, tuttavia fu di enorme aiuto per il mantenimento dell'unione tra conservatori e liberali unionisti: questi ultimi si sarebbero aggregati in maniera ufficiale ai primi nel 1912.

#### Lahome ruleirlandese
Negli anni precedenti la prima guerra mondiale, la preoccupazione maggiore di Chamberlain fu la home rule irlandese. Lo stesso problema per cui il padre Joseph lasciò il Partito Liberale nel 1886 stava minacciando di sfociare in una guerra civile. Oltretutto l'allora primo ministro Herbert Henry Asquith, leader del Partito Liberale, premeva con determinazione sul Parlamento affinché il Third Home Rule Bill fosse approvato. Chamberlain si opponeva fermamente alla secessione dell'Irlanda dal Regno Unito. Allo stress provocato dalla questione si aggiunse il dolore per la morte del padre nel luglio 1914, pochi giorni prima dell'assassinio dell'arciduca Francesco Ferdinando, casus belli della Grande Guerra.

#### Prima guerra mondiale
A seguito dello scoppio della prima guerra mondiale, la pressione del Partito Conservatore, esercitata in parte anche da Chamberlain, fece nascere un governo di coalizione, del cui gabinetto egli stesso faceva parte come Segretario di Stato per l'India. Come altri suoi colleghi, tra cui Balfour e Lord Curzon, Chamberlain sosteneva una campagna in Mesopotamia, ai fini di aumentare il prestigio dell'Impero britannico nella zona e di scongiurare una possibile rivolta musulmana in India.
Rimasto in carica anche dopo l'elezione del primo ministro David Lloyd George verso la fine del 1916, assistette al fallimento della campagna di Mesopotamia (diretta dall'Esercito Anglo-Indiano, con amministrazione separata) e all'annientamento di un'intera guarnigione britannica durante l'assedio di Kut. Dopo varie inchieste, nel 1917 Chamberlain si dimise dall'ufficio: in quanto ministro responsabile in ultimo, la colpa era sua. Il gesto fu molto apprezzato, poiché denotava un notevole senso di responsabilità.
Successivamente al discorso di Lloyd George a Parigi il 12 novembre 1917, Chamberlain annunciò di non supportare più il governo in carica. Il premier riuscì a mantenere la sua posizione affermando che l'unico obiettivo del Consiglio supremo di guerra alleato era meramente di "coordinare" i generali britannici, i quali continuavano a godere del supporto del Partito Conservatore.
Nell'aprile 1918 ritornò al governo ed entrò nel gabinetto di guerra come ministro senza portafoglio, sostituendo Alfred Milner, divenuto Segretario di Stato per la guerra.
Austen Chamberlain ebbe l'onore di essere nominato una seconda volta Cancelliere dello Scacchiere, in seguito alla vittoria di Lloyd George alle elezioni generali del 1918. Il compito di assicurare la ripresa economica del Regno Unito dopo quattro anni di guerra fu certamente impegnativo.

#### La leadership della Camera dei comuni
Nel marzo 1921, Bonar Law dovette rinunciare agli uffici di leader del Partito Conservatore Leader della Camera dei comuni per malattia. Grazie alla sua anzianità all'interno del Parlamento, Chamberlain fu nominato suo successore, mentre l'antipatia generale verso il suo corrispettivo della Camera dei lord, Lord Curzon, gli garantì simultaneamente la carica di Lord del sigillo privato.
La coalizione liberale-conservatrice di Lloyd George iniziava a dare i primi segni di vacillamento, a seguito di vari scandali e della fallimentare guerra anglo-irlandese. Nonostante avesse sempre avuto poca considerazione verso la "lucertola gallese", la prospettiva di poterci collaborare a stretto contatto diede a Chamberlain una visione diversa del primo ministro.
Il cambio di alleanza fu tuttavia infruttuoso, giacché, già dalla fine del 1921, i backbencher conservatori insistevano perché l'alleanza finisse e si venisse a creare un nuovo governo conservatore. Per questi motivi molti di loro cambiarono lato della Camera dei comuni, cioè passarono all'opposizione. Anche nella Camera dei lord i conservatori iniziarono a manifestare pubblicamente la loro opposizione alla coalizione liberale-conservatrice. Insomma, nell'intero Regno il malcontento del Partito Conservatore creava grandi tensioni.
Tali tensioni si concretizzarono nella rivolta dei conservatori, guidata da Stanley Baldwin, finalizzata a rimuovere Lloyd George dall'ufficio di premier. Chamberlain convocò l'assemblea del Charlton Club il 19 ottobre 1922, che si concluse con la decisione del Partito Conservatore di non rinnovare l'alleanza con il Partito Liberale: visti i risultati, preferì dimettersi piuttosto che andare contro ciò che credeva fosse suo dovere. Gli succedette Law, che non gli offrì nessun posto all'interno del gabinetto (si pensa che Chamberlain avrebbe comunque declinato qualsiasi offerta).

#### La nomina a Segretario per gli affari esteri
Dopo le seconde dimissioni di Law nel maggio 1923 (l'ex primo ministro sarebbe morto mesi dopo per un cancro alla gola), Chamberlain fu sconfitto da Baldwin per la leadership del Partito Conservatore. Gli fu offerta la carica già ricoperta di Lord del sigillo privato da parte del vincitore, in procinto di formare il suo primo governo: Chamberlain chiese come compromesso di introdurre nel gabinetto anche alcuni ministri dell'ex coalizione, ma gli fu negato.
Con il secondo governo Baldwin, nell'ottobre 1924 Chamberlain fu nominato Segretario per gli affari esteri.
Nonostante l'importanza storica di altri problemi, la sua fama è dovuta principalmente alle negoziazioni su quello che fu chiamata patto di Locarno, firmato nel 1925. Cercando di mantenere lo status quo del dopoguerra in Occidente, Chamberlain rispose favorevolmente alle richieste del ministro degli esteri tedesco Gustav Stresemann per garantire sui confini occidentali della Germania. Oltre a promuovere la riconciliazione franco-tedesca, l'obiettivo di Chamberlain era di creare una situazione in cui la Germania potesse rivedere i confini in Europa orientale pacificamente.
L'idea di Chamberlain era che se la relazione franco-tedesca fosse migliorata, la Francia avrebbe gradualmente abbandonato il Cordon sanitarie, il sistema di alleanze francese in Europa orientale tra le guerre. Quando lo avrebbe fatto, al fine di instaurare una relazione migliore con il Reich, Polonia e Cecoslovacchia non avrebbero più avuto alleati potenti che li proteggessero e avrebbero dovuto sottostare alle richieste tedesche. Chamberlain credeva che avrebbero ceduto pacificamente i territori richiesti, come il Sudetenland, il corridoio polacco, la Città libera di Danzica e la Alta Slesia. Promuovere il revisionismo territoriale in Europa orientale in favore della Germania era una delle ragioni principali per cui Chamberlain voleva il patto.

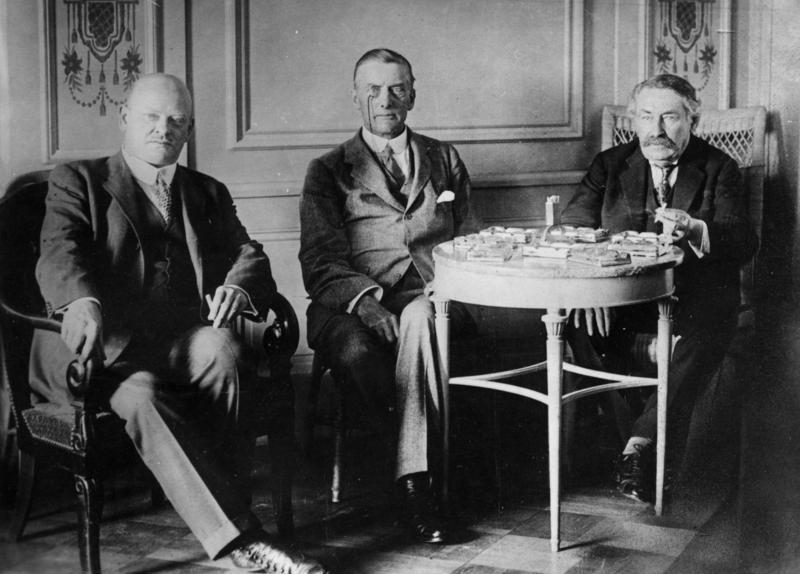
Da sinistra verso destra, Gustav Stresemann, Chamberlain e Aristide Briand a Locarno, nel 1925.

Insieme ad Aristide Briand, Chamberlain e Stresemann designarono come luogo per la riunione Locarno, in Svizzera, nell'ottobre 1925 a cui parteciparono anche i rappresentanti di Italia e Belgio. La riunione si concluse con la firma, il 16 ottobre 1925 (sessantaduesimo compleanno di Chamberlain), del patto di Locarno, un accordo plurilaterale che stabiliva il mutuo riconoscimento dei confini tra Francia, Germania e Belgio e decideva gli arbitrati tra Germania e Francia, Belgio, Polonia e Cecoslovacchia.
Come riconoscimento per il suo impegno, nello stesso anno della firma Chamberlain fu fatto membro dell'Ordine della Giarrettiera (fu il primo membro ordinario a morire senza diventare pari dopo Henry Lee di Ditchley, in epoca elisabettiana), ma soprattutto ottenne il premio Nobel per la pace del 1925. Finì anche sulla prima pagina del prestigioso giornale The Times il 30 novembre.
Chamberlain fece rientrare la Gran Bretagna nel patto Kellogg-Briand, che teoricamente proibiva la guerra come mezzo di risoluzione dei conflitti. Affermò anche che Benito Mussolini era "un uomo con cui si può contrattare".

#### La fine della carriera
In seguito al coinvolgimento meno risolutivo in Estremo Oriente ed Egitto e le dimissioni del governo Baldwin  dopo le elezioni del 1929, Chamberlain depose il ministero e restò in Parlamento come backbencher. Con il governo di Ramsay MacDonald ritornò al governo nell'agosto 1931 come Primo lord dell'Ammiragliato. Conseguentemente all'infelice ammutinamento di Invergordon, il successivo novembre si ritirò anche da questo ufficio.
Nei sei anni successivi, supportò fortemente la politica interna del governo nazionale, criticando invece quella estera. Nel 1935 si verificò una ribellione parlamentare contro il governo MacDonald riguardo al patto Hoare-Laval: si crede che la sua opposizione al voto di censura sia stata fondamentale per la sopravvivenza del governo.
Nel 1935, visto il successo ottenuto precedentemente, gli venne offerta nuovamente la posizione di Segretario per gli affari esteri. Chamberlain rifiutò, ritenendosi, ormai settantaduenne, troppo vecchio per esercitare la carica; consigliò al suo posto Anthony Eden, suo ex segretario parlamentare privato, ora ministro per la Società delle Nazioni.
Dal 1934 al 1937, Chamberlain fu, insieme a Winston Churchill, Roger Keyes e Leo Amery, la voce più prominente ad appellarsi al Parlamento per il riarmo del Regno Unito in risposta alla minaccia nazista. Oltre a parlare eloquentemente nella Camera dei comuni, alla fine del 1936 fu il presidente di due delegazioni del Partito Conservatore che incontrarono il primo ministro Baldwin per discutere la questione. Ancora più rispettato di Churchill, Chamberlain divenne un'icona per i giovani conservatori, in quanto ultimo dei grandi politici dell'età vittoriana.

### Morte
Pur non avendo più fatto parte di un governo dal 1931, Chamberlain continuò a partecipare attivamente alla vita politica britannica come backbencer fino alla morte il nel 1937, dieci settimane prima dell'elezione del fratellastro Neville a primo ministro, l'unico della famiglia Chamberlain.
Austen Chamberlain morì all'età di 73 anni il 16 marzo 1937 nella sua residenza londinese, 24 Egerton Terrace. È sepolto nell'East Finchley Cemetery a Londra.
Lasciò in testamento un'eredità di £45 044, una somma molto modica per un personaggio pubblico così famoso. Gran parte della fortuna del padre fu persa dal fratellastro Neville in un tentativo fallito di coltivare sisal nelle Indie occidentali all'inizio degli anni 1890. Inoltre, a differenza del fratellastro, Austen non entrò mai nell'ambito del business.
I suoi documenti politici e personali sono custoditi nella Cadbury research Library dell'Università di Birmingham.

## Vita privata

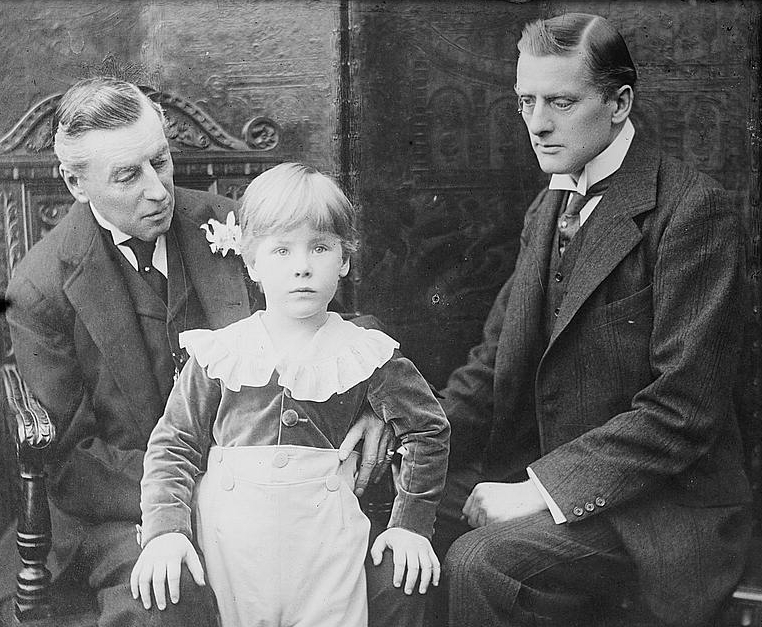
Chamberlain con il padre Joseph e il figlio omonimo.

Nel 1906 Chamberlain sposò Ivi Muriel Dundas (deceduta nel 1941), figlia del colonnello Henry Dundas. Ella fu fatta Dama di Gran Croce dell'Ordine dell'Impero Britannico nel 1925. La coppia ebbe due figli, Joseph e Lawrence, e una figlia, Diane.
Negli anni '20, la famiglia Chamberlain visse nella residenza "Twytt's Ghyll" in Fir Toll Road, a Mayfield, nell'East Sussex, successivamente venduta. R. C. G. Foster, autore di Mayfield, a History scrisse che "[Chamberlain] fu molto distaccato dal villaggio e non era popolare tra i vicini". Nutriva un interesse per i giardini rocciosi.
Sotto il governo del conservatore Stanley Baldwin fu l'architetto del riavvicinamento con l'Italia di Benito Mussolini, che incontrò personalmente quattro volte, in particolare in materia di politica coloniale. Nel luglio del 1925, un accordo permise all'Italia fascista di annettere territori fino ad allora appartenenti al Kenya del Regno Unito. Poi, nell'aprile del 1926, le due potenze coloniali accettarono di estendere le loro zone di influenza a detrimento dell'Etiopia.

## Onori
Fu rettore dell'Università di Glasgow, 1925-1928, cancelliere dell'Università di Reading 1935-1937, presidente della London School of Hygiene and Tropical Disease e della British Post-Graduate School.